# أشياء مقولة
أشياء مقولة هو كتاب لعالم الاجتماع الفرنسي بيير بورديو (بالفرنسية: Pierre Bourdieu)‏. نشر في عام 1987 من قبل منشورات مينوي في سلسلة الحس السليم.

## سمة
أشياء مقولة هي مظهر من مظاهر خطابات بورديو ومحاضراته ومحادثاته السابقة في كتاباته الاجتماعية. وفقًا لبورديو، للكتابة مزايا على الكلام. الكتابة الاجتماعية هي أداة لإعادة التفكير وإلغاء الغموض وصياغة الأسئلة الاجتماعية. بالإضافة إلى ذلك، أشياء مقولة يركز على العلاقة بين الكتابة الاجتماعية وعلم الاجتماع. يثير تحليل بورديو للعلاقة بين الكتابة الاجتماعية وعلم الاجتماع أسئلة مهمة حول طبيعة ودور علم الاجتماع. في الأشياء مقولة، الجزء الأول هو رسم المسارات الفكرية، وشرح الافتراضات الفلسفية للبحث، وتذكير منطق البحث. أما الجزء الثاني فيتناول اللقاءات العلمية مع الباحثين وعلماء الاجتماع في مجالات القرابة والدين والسياسة والأدب. الجزء الثالث حول الانفتاح على مستقبل العلم والفكر والثقافة. يتناول هذا الكتاب، قبل كل شيء، علم اجتماع علم الاجتماع. .  في الواقع ، تقع انعكاسية في صميم عمل بورديو هذا.  أشياء مقولة هو مقدمة رائعة للقراء الذين ليسوا على دراية بفكر بورديو ودليل لأولئك الذين يجدون صعوبة في كتابات بورديو. يتغلب هذا العمل على سوء قراءة الناس والمفاهيم الخاطئة لأعمال بورديو. ما قيل ، على وجه الخصوص، هو عرض مناسب ومناسب لتفاصيل العمل الفكري لبورديو والتكوين الفكري والاجتماعي لمفاهيمه الرئيسية. 

## النقد
يبدو بورديو قادرًا جيدًا على تقديم مناقشة متماسكة حول أي نوع من الموضوعات. ناقش في هذا العمل مواضيع البحث الميداني والفن والرياضة والأدب والفلسفة والمسح وما شابه ذلك. بقدر ما يؤكد بورديو على الظروف الخاصة التي هي علم اجتماع مثل هذه الموضوعات ، فإنه يؤكد أيضًا على موقفه تجاه هذه الأنواع من علم الاجتماع.